# 让·德·莫恩

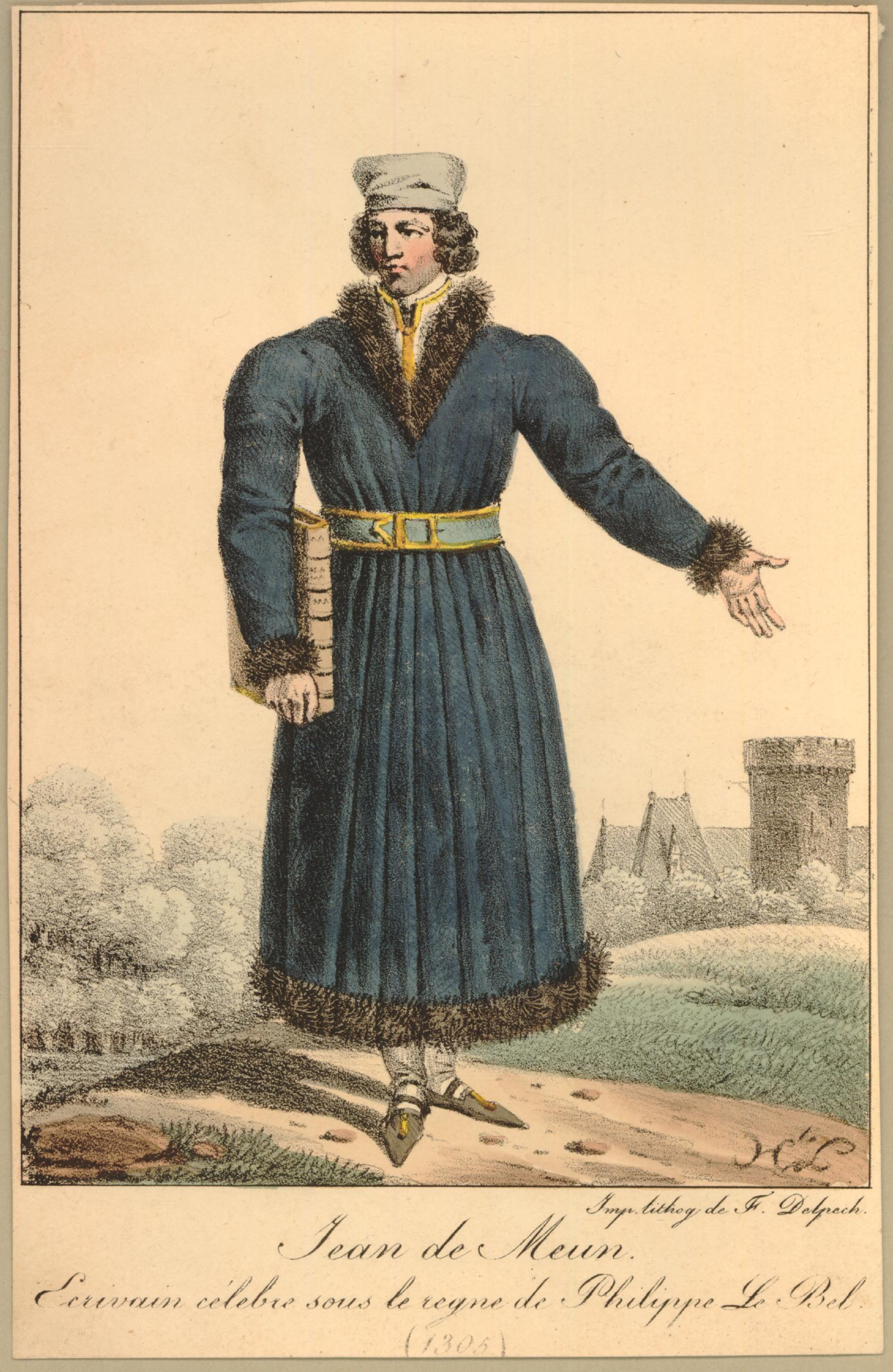
让·德·莫恩

让·德·莫恩 （ 约1240 —约1305 ）是一位法国作家，他是玫瑰传奇的作者之一。 他生前反對托钵修会。 他還于1284年将普布利乌斯·弗莱维厄斯·维盖提乌斯·雷纳特斯的作品论军事翻译成法文。